# Cecil Wallace Whitfield
Cecil Wallace Whitfield (20 mars 1930, Nassau-9 mai 1990, Miami) est un homme politique bahamien, ancien ministre de l'Éducation, fondateur et longtemps chef de file du Mouvement national libre.
Il est d'abord avocat avant de rejoindre les rangs du Parti libéral progressiste et d'en devenir président à partir de 1967. Cette même année, il est élu député et devient Ministre de l'Éducation dans le gouvernement de Lynden Pindling. Il essaye alors de développer le système d'éducation des Bahamas pour le rendre plus accessible, notamment en lançant un grand programme de construction. Mais il critique aussi l'autoritarisme de Lynden Pindling et quitte le gouvernement et le parti en 1970 pour fonder le Free Progressive Liberal Party avec huit autres députés. En 1971, il fonde le Mouvement national libre en ralliant à lui les derniers députés du Parti bahamien uni, mais laisse la présidence à Henry Bostwick, ancien membre de l'UBP. Il lui succède cependant quelques mois après, comme chef du parti.
Lors des élections de 1972, il perd son siège de député et quitte la tête du FNM. Mais il revient comme chef de file en 1975 et doit alors affronter l'opposition interne mener par Kendal Isaacs et la scission du Bahamian Democratic Party menée par Henry Bostwick qui devancent le FNM lors des élections de 1977. Il quitte alors la direction du FNM au profit de Kendal Isaacs. Pendant dix ans il reste membre du parlement et critique de la direction de son successeur et en 1987, il reprend enfin le parti jusqu'à sa mort en 1990. Il a été fait Chevalier de l'Empire britannique en août 1989.